# 20 век пр.н.е.

## Събития
- Индоевропейски групи се преселват в Гърция
- 2000 пр.н.е. – Стоунхендж

## Изобретения, открития
- ок. 2000 пр.н.е. – В Египет за пръв път се произвежда стъкло.